# Kálmán Ihász
Kálmán Ihász (Budapest, 6 marzo 1941 – Budapest, 31 gennaio 2019) è stato un calciatore ungherese, di ruolo difensore.

## Carriera
Con la Nazionale ungherese vinse la medaglia d'oro alle Olimpiadi del 1964.